# 陆安保
陆安保（？—？），代人，羽真、使持节、征西大将军、泾秦雍州三州诸军事、泾州刺史、东平成王陆俟的曾孙，侍中、抚军大将军、司徒公、平原简王陆丽的孙子，侍中、镇南将军、秦益二州刺史、东郡莊王陆定国与其夫人河东柳氏的儿子。
陆定国起先娶妻河东柳氏，生下了陆安保，后又娶了范阳卢氏卢度世的女儿，生了陆昕之。河东柳氏和范阳卢氏都是昔日有社会政治地位的家族，所以陆定国的两位夫人没有正妻和妾的区别。陆定国去世后，陆安保与陆昕之争抢承袭父亲的东郡王爵位。仆射李冲当时受到冯太后宠信，他与卢度世的儿子卢渊是儿女亲家，关系很好。于是李冲多方帮助，陆昕之因此承袭了东郡王的爵位并娶了公主，官职也很显赫。陆安保却沉沦荒废于贫贱，难免饥饿和寒冷。